# Adam Hofbauer
Adam Josef Hofbauer, född 13 februari 2003 i Bromma, är en svensk professionell ishockeyspelare som spelar för Linköping HC i SHL. Hans moderklubb är Göta/Traneberg IK och han spelade ungdoms- och juniorishockey för Örebro HK. Han gjorde seniordebut för klubben i SHL säsongen 2021/22 och tog samma säsong ett SM-brons med klubbens J20-lag. Under sin tid i Örebro blev han också utlånad under en period till Almtuna IS i Hockeyallsvenskan. Inför säsongen 2023/24 anslöt han till Västerås IK i just Hockeyallsvenskan. Sedan april 2024 tillhör han Linköping HC.
Han är son till Patrik Hofbauer.

## Karriär
Hofbauer påbörjade sin ishockeykarriär i moderklubben Göta/Traneberg IK och spelade i klubbens ungdoms- och juniorsektioner fram till och med säsongen 2018/19. Samma säsong tog han ett brons med Stockholm Nord i TV-pucken. Inför säsongen 2019/20 anslöt Hofbauer till Örebro HK:s juniorverksamhet. Under sina två första säsonger i klubben spelade han främst för dess J18-lag. Säsongen 2021/22 gjorde han debut i SHL och registrerades för sin första match den 30 september 2021, där han dock inte fick någon istid. Han gjorde sin första SHL-match med istid två dagar senare, mot Malmö Redhawks. Totalt spelade han fem grundseriematcher och två slutspelsmatcher för Örebro denna säsong, utan att noteras för några poäng. Större delen av säsongen tillbringade Hofbauer med Örebro J20, med vilka han tog ett SM-brons.
Hofbauer inledde säsongen 2022/23 med Örebro i SHL. Han gjorde sitt första mål i serien den 25 oktober 2022, på Joel Lassinantti, i en 3–2-seger mot Luleå HF. I början av november samma år ådrog han sig en skada vilken höll honom från spel fram till mitten av januari 2023. Han gjorde comeback och spelade för Örebro J20 innan det meddelades den 17 januari att Hofbauer lånats ut till Almtuna IS i Hockeyallsvenskan. Han spelade sin första match i serien dagen därpå, mot Mora IK. Totalt spelade han elva matcher för Almtuna där han noterades för två assistpoäng. I SHL spelade han åtta grundseriematcher för Örebro och stod för ett mål och en assist. Vid säsongens slut stod det klart att Hofbauer lämnat Örebro HK.
Den 21 april 2023 bekräftades det att Hofbauer skrivit ett ettårsavtal med Västerås IK i Hockeyallsvenskan. Den 13 oktober 2023 gjorde han sitt första mål i Hockeyallsvenskan, på Tobias Normann, i en 8–3-seger mot AIK. Västerås misslyckades att ta sig till Hockeyallsvenskans slutspel och på 48 grundseriematcher stod Hofbauer för tio poäng, varav sju mål. I mitten av mars 2024 bekräftades det att han lämnat Västerås IK.
Den 12 april 2024 tillkännagavs det att Hofbauer skrivit ett tvåårsavtal med Linköping HC i SHL. Han spelade 41 grundseriematcher för klubben och noterades för två mål och lika många assistpoäng.

## Statistik
| 2021–22                  | Örebro HK                | SHL                      | 5  | 0 | 0 | 0  | 0  | 3 | 0 | 0 | 0 | 0 |
| 2022–23                  | Örebro HK                | SHL                      | 8  | 1 | 1 | 2  | 0  | 2 | 0 | 0 | 0 | 0 |
| 2022–23                  | Almtuna IS               | HA                       | 11 | 0 | 2 | 2  | 6  | 2 | 0 | 0 | 0 | 2 |
| 2023–24                  | Västerås IK              | HA                       | 48 | 7 | 3 | 10 | 27 | — | — | — | — | — |
| 2024–25                  | Linköping HC             | SHL                      | 41 | 2 | 2 | 4  | 39 | — | — | — | — | — |
| Hockeyallsvenskan totalt | Hockeyallsvenskan totalt | Hockeyallsvenskan totalt | 59 | 7 | 5 | 12 | 33 | 2 | 0 | 0 | 0 | 2 |
| SHL totalt               | SHL totalt               | SHL totalt               | 54 | 3 | 3 | 6  | 39 | 5 | 0 | 0 | 0 | 0 |